# Puente (Camuy)
Puente es un barrio ubicado en el municipio de Camuy en el Estado Libre Asociado de Puerto Rico. En el Censo de 2010 tenía una población de 6876 habitantes y una densidad poblacional de 934,8 personas por km².

## Geografía
Puente se encuentra ubicado en las coordenadas 18°28′24″N 66°50′48″O / 18.47333, -66.84667. Según la Oficina del Censo de los Estados Unidos, Puente tiene una superficie total de 7.36 km², de la cual 7.11 km² corresponden a tierra firme y (3.35%) 0.25 km² es agua.

## Demografía
Según el censo de 2010, había 6876 personas residiendo en Puente. La densidad de población era de 934,8 hab./km². De los 6876 habitantes, Puente estaba compuesto por el 88.55% blancos, el 3.58% eran afroamericanos, el 0.26% eran amerindios, el 0.17% eran asiáticos, el 4.81% eran de otras razas y el 2.62% pertenecían a dos o más razas. Del total de la población el 99.26% eran hispanos o latinos de cualquier raza.